# Kabinecykel
En kabinecykel (også kaldet cykelbil, engelsk: Velomobile) er en cykel, der er forsynet med en kåbe eller afskærmning. Kabinecykler hører til gruppen af HPV-cykler / liggecykler.
Kabinecykler er naturligvis tungere end almindelige cykler, men kåbens lave vindmodstand gør, at kabinecykler ofte kan cykle hurtigere end selv racercykler. Sam Whittingham har både timerekorden på 84,215 km (sat den 14. august 2004), og hastighedsrekorden på 130.36 km/t, (sat den 5. oktober 2002). Disse rekorder er dog sat i modeller, som ikke er praktiske til hverdagsbrug.
Til hverdagsbrug er den store fordel ved kabinecykler, at kåben tager af for vejr og vind, og at der skal bruges færre kræfter. Samtidigt gør den siddende stilling det behageligt at cykle selv længere ture. Kabinecykler er derfor især populære til længere cykelture eller pendlerstrækninger.
Ulempen ved kabinecykler er bl.a. den tunge vægt, som gør cyklen langsommere under acceleration samt langsommere i bakket terræn. Endelig er prisen på kabinecykler relativt høj.
I Danmark har ingeniør Carl Georg Rasmussen opretholdt en fast kommerciel produktion af Leitra kabinecyklen siden 1982.